# Aleuritopteris mengshanensis
Aleuritopteris mengshanensis là một loài thực vật có mạch trong họ Adiantaceae. Loài này được F.Z. Li miêu tả khoa học đầu tiên năm 1984.